# Monmouthshire
Monmouthshire (/ˈmɒnməθʃər, –ʃɪər/ en galés: Sir Fynwy) es una autoridad unitaria de Gales, en el Reino Unido. Constituyó asimismo uno de sus trece condados históricos, ocupando la región histórica homónima. 
Se encuentra en la región sociohistórica de Gales del Sur. Limita al occidente con los condados de Newport, Torfaen y Powys, al norte y al oriente con Herefordshire y Gloucestershire en Inglaterra, y al sur se encuentra bañado por el canal de Bristol, en el estuario del río Severn (Afon Hafren).
En su zona septentrional se encuentra la localidad de Abergavenny. Su territorio es atravesado por la muralla de Offa.

## Galería

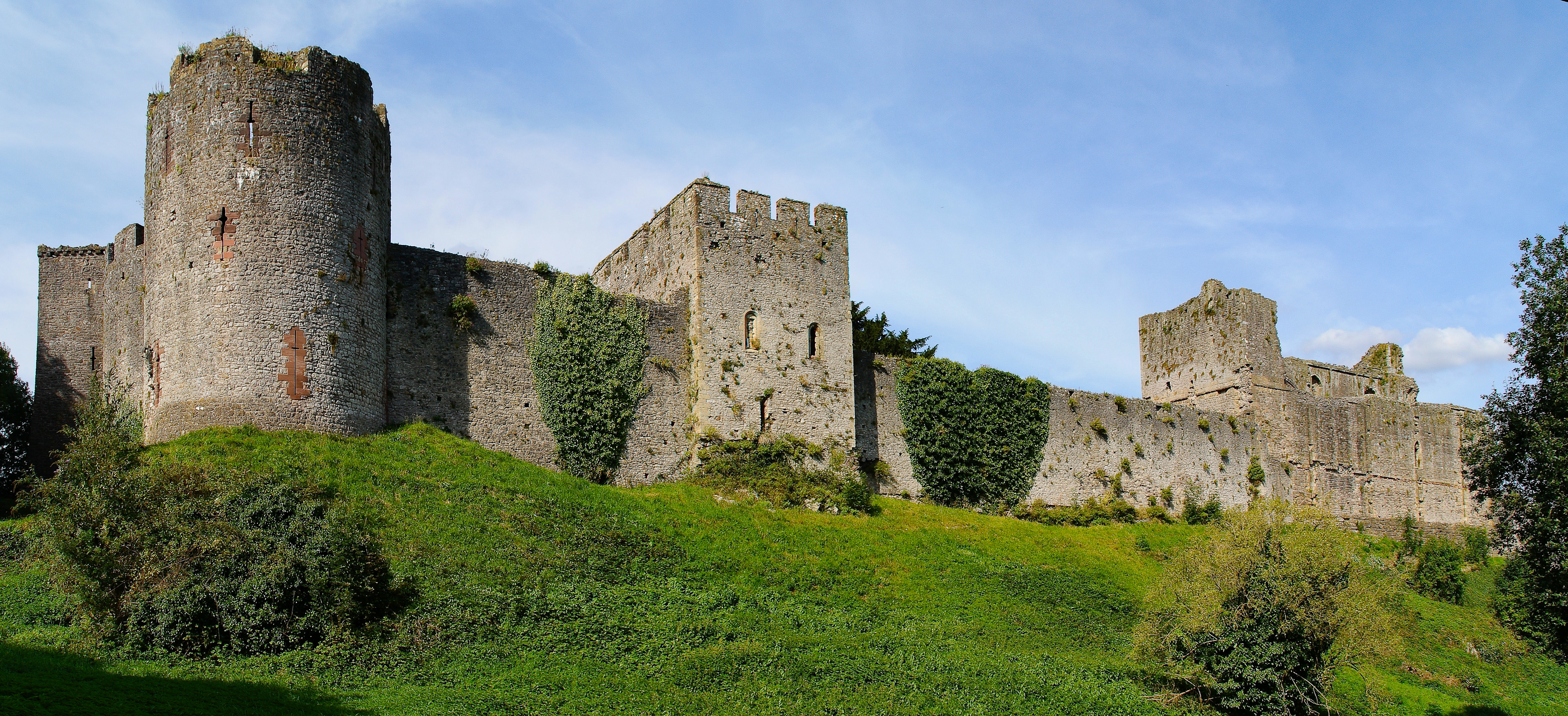
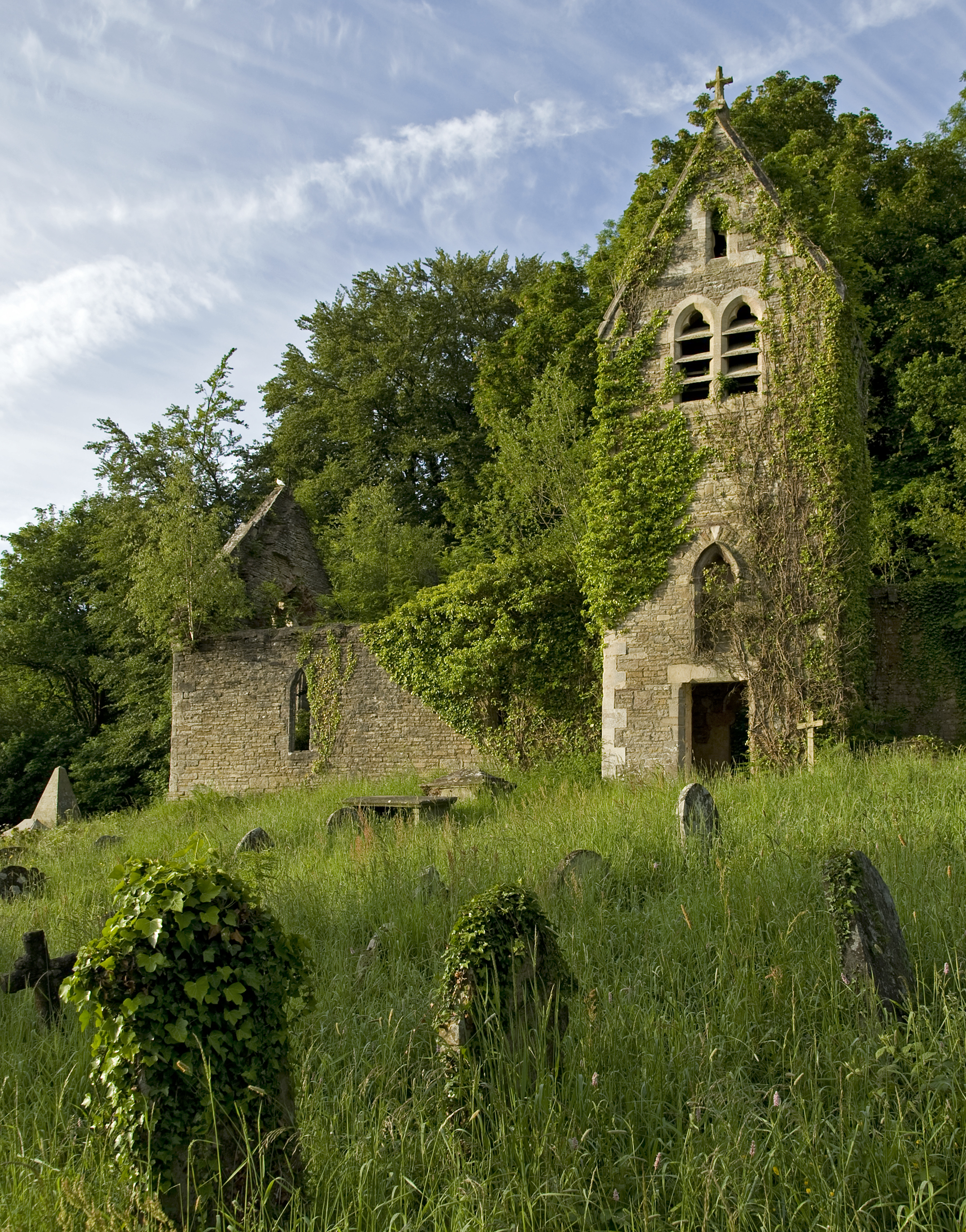
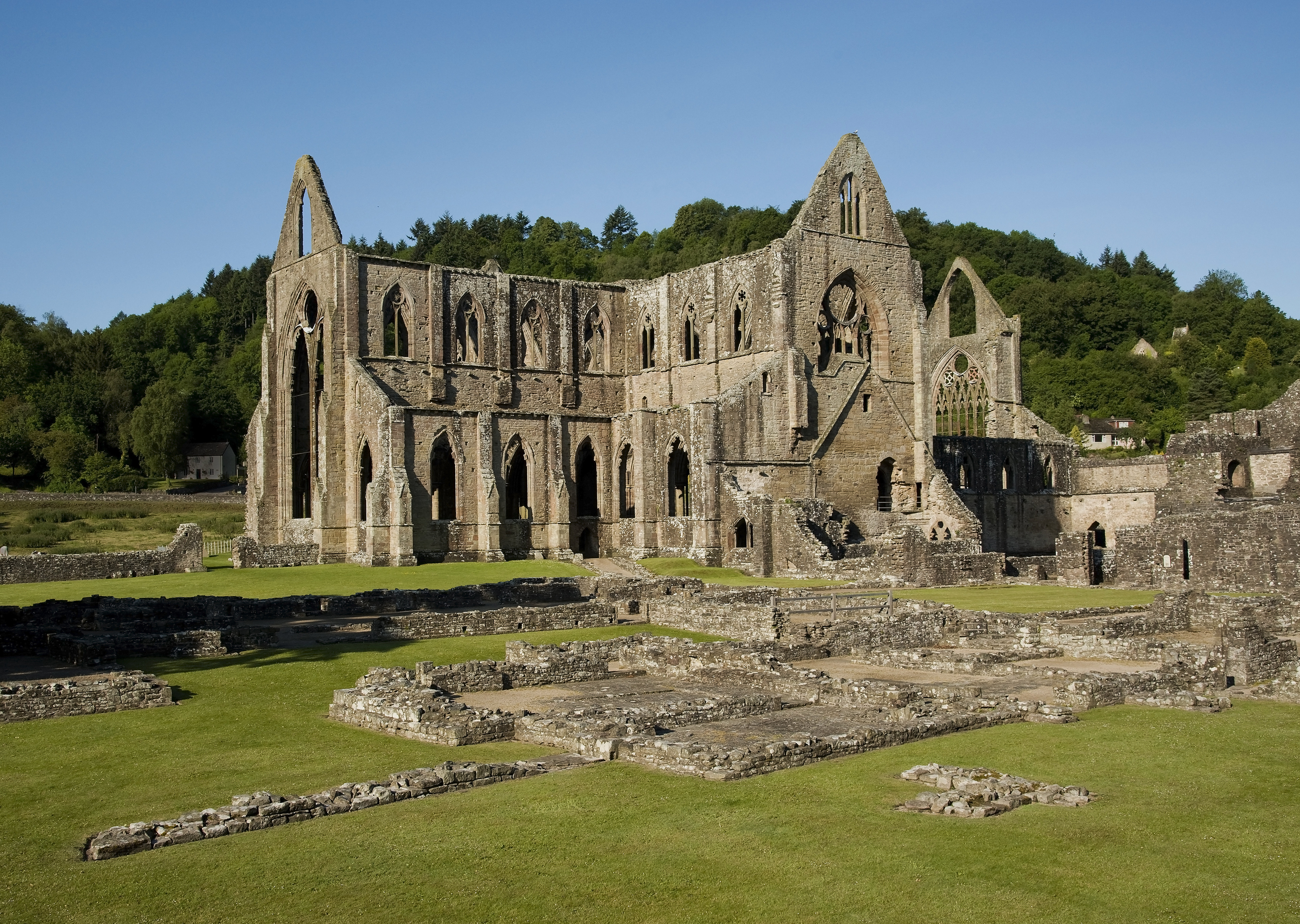
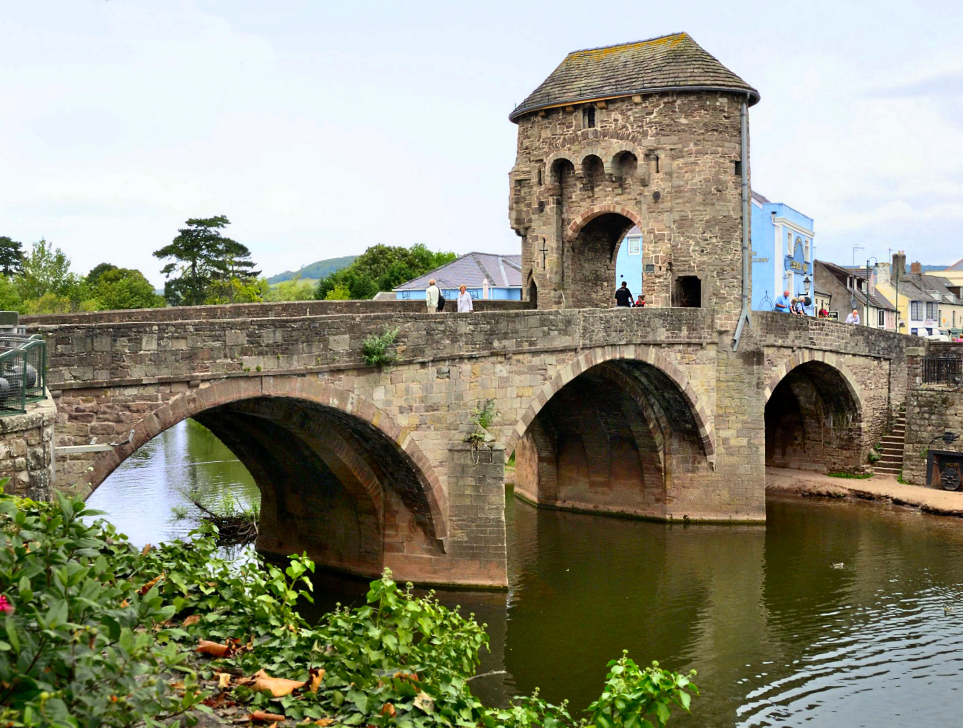
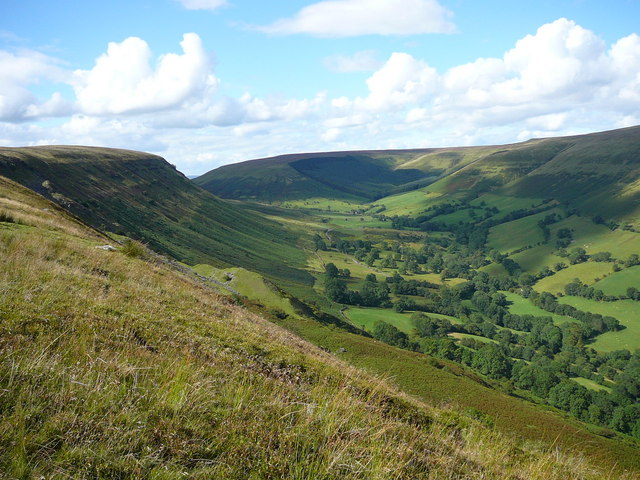

## Localidades
- Abergavenny
- Caerwent
- Caldicot (Cil-y-coed)
- Chepstow
- Clydach
- Gilwern
- Govilon
- Llandogo
- Llanfoist
- Monmouth
- Penperlleni
- Pwllmeyric
- Raglan
- Rogiet
- St Arvans
- Undy (Magor)
- Usk
- Waunllapria[3]